# AMG-1555

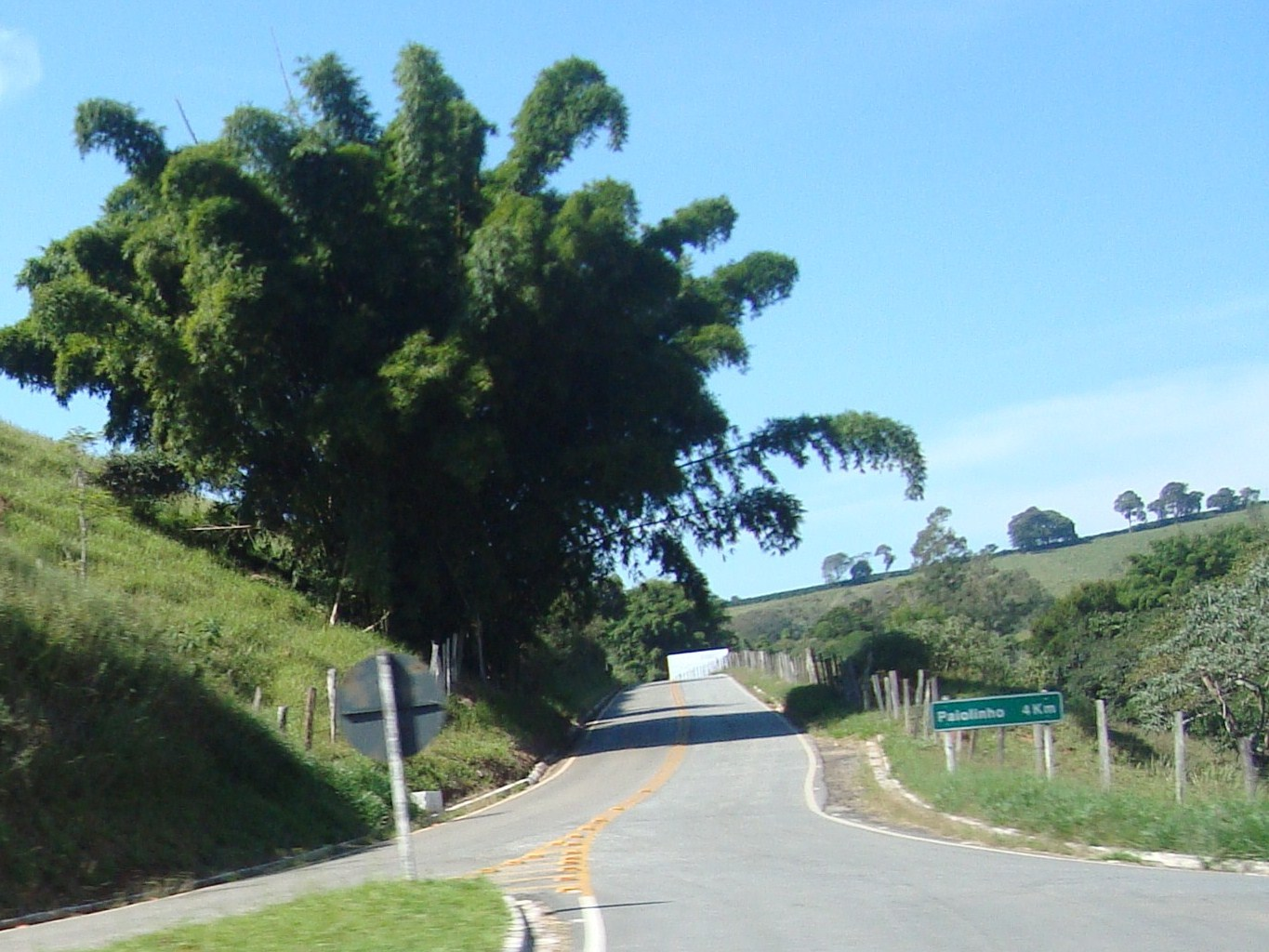
Trecho inicial da rodovia AMG-1555 no município de Poço Fundo, próximo ao entroncamento com a MG-179.

AMG-1555 é uma rodovia brasileira do estado de Minas Gerais, localizada no município de Poço Fundo. A rodovia, que é pavimentada e tem 4 km de extensão, liga a rodovia estadual MG-179, ao distrito de Paiolinho.